# Paul Brecht
Paul K. Ludwig Brecht (* 29. Juni 1861 in Osterburg (Altmark); † 26. März 1952 in Hamburg) war ein deutscher Mediziner.

## Leben

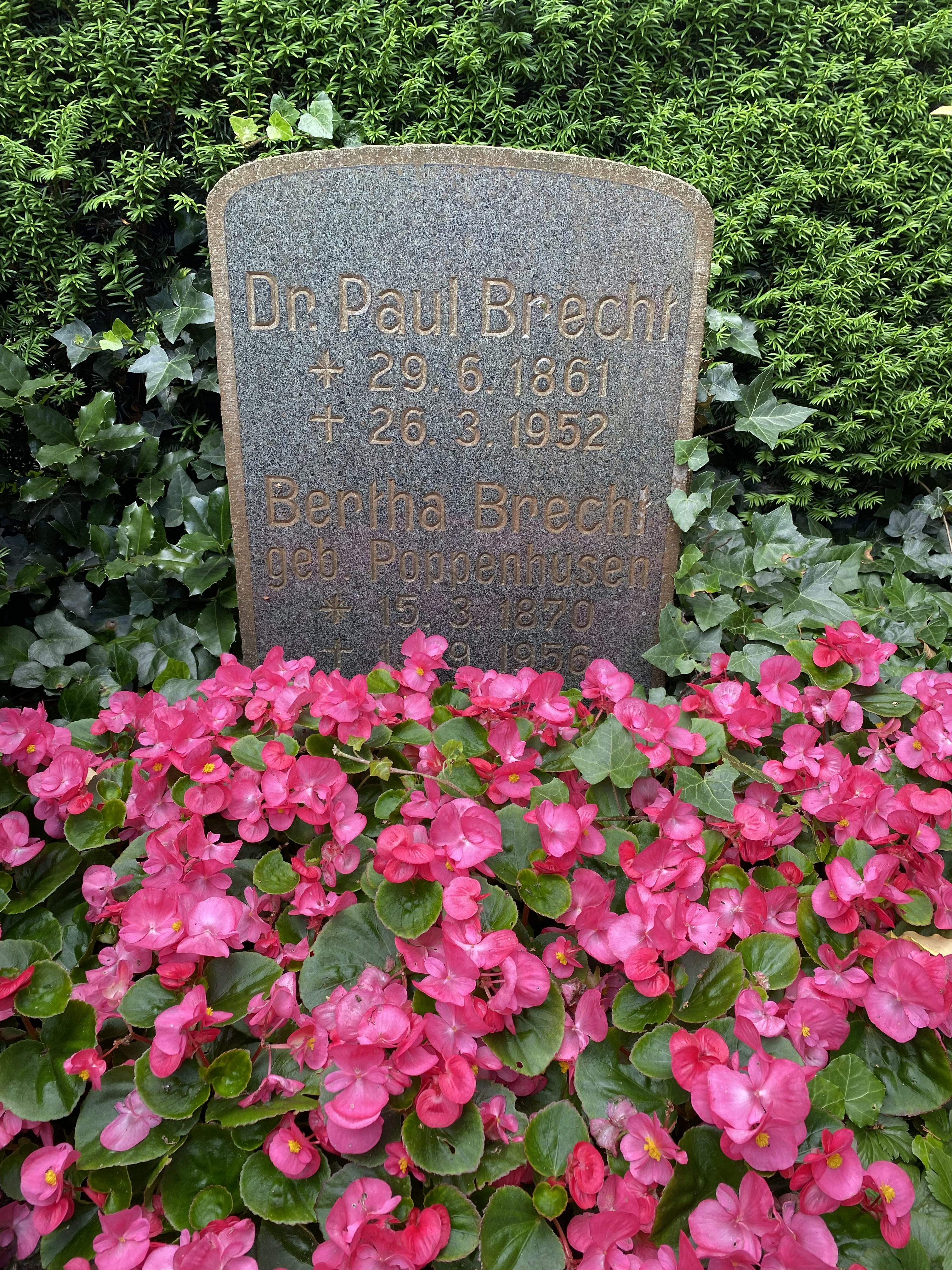
Grabstätte

Der aus der Altmark stammende Paul Brecht war der Sohn des Aktuars Ludwig Brecht. Er studierte von 1882 bis 1886 Medizin an der Kaiser-Wilhelms-Akademie für das militärische Bildungswesen in Berlin und promovierte am 12. Dezember 1886 zum Dr. med. Danach wurde er 1888 zum Assistenzarzt befördert und wurde im Jahre 1905 Leibarzt des Herzogs von Sachsen-Coburg und Gotha. Ihm wurde daraufhin am 2. August 1906 der Titel Großherzoglicher Geheimer Medizinalrat verliehen. Im Infanterie-Regiment Nr. 95 in Gotha wirkte er als Oberstabsarzt und Regimentsarzt. Später stieg er bis zum Obergeneralarzt und Kreisarzt auf.
Paul Brecht war verheiratet mit Bertha, geborene Poppenhusen (1870–1956). Er verstarb im Alter von 90 Jahren in Hamburg und wurde auf dem dortigen Nienstedtener Friedhof beigesetzt.